# Penelope ochrogaster
Penelope ochrogaster là một loài chim trong họ Cracidae.